# Pays Corbières Minervois
 (juillet 2025).
Motif : Absence de sources secondaires, n'est pas un EPCI à fiscalité propre.
- Archive Wikiwix
- Bing
- Cairn
- DuckDuckGo
- E. Universalis
- Gallica
- Google
- G. Books
- G. News
- G. Scholar
- Persée
- Qwant
- (zh) Baidu
- (ru) Yandex
- (wd) trouver des œuvres sur Wikidata

| 1. | Préciser le motif de la pose du bandeau. | Précisez le motif de la pose du bandeau en utilisant la syntaxe suivante : {{admissibilité à vérifier\|date=juillet 2025\|motif=remplacez ce texte par le motif}}                             |
| 2. | Informer les utilisateurs concernés.     | Pensez à avertir le créateur de l'article, par exemple, en insérant le code ci-dessous sur sa page de discussion : {{subst:avertissement admissibilité à vérifier\|Pays Corbières Minervois}} |

Le Pays Corbières Minervois désignait un pays, au sens aménagement du territoire, situé dans le département de l'Aude.

## Localisation
Situé dans les Corbières et le Minervois entre Carcassonne et Narbonne (zone rose-orangé tout à droite dans la carte ci-contre).

## Description
- Date de reconnaissance : 30/03/2004
- Surface : 1 426 km²
- Population : 37 974 habitants
- Villes principales : Lézignan-Corbières, Ginestas, Tuchan, Durban-Corbières, Lagrasse

Le pays est dissout au 1er janvier 2015 suite au désengagement financier de la région dès 2011 puis du département et des intercommunalités.

## Communes membres
Le nombre d’Établissements publics de coopération intercommunale (EPCI) est, avant 2013 de 6 pour un total de 89 communes.
- Communauté de communes de la Contrée de Durban-Corbières
- Communauté de communes du Massif de Mouthoumet
- Communauté de communes des Hautes Corbières
- Communauté de communes du Canton de Lagrasse
- Communauté de communes du Canal du Midi en Minervois
- Communauté de communes de la Région Lézignanaise

Il est en 2014, après les réformes intercommunales de 2 pour un total de 67 communes.
- Communauté de communes Région Lézignanaise, Corbières et Minervois
- Communauté de communes des Corbières